# Lanževica
Lanževica je 2003 metrov visoka gora v Julijskih alpah.
Vrh se nahaja med Bogatinskim sedlom in Oslovo škrbino, na njem pa še vedno stojijo ostanki nekdanje Rapalske meje. Z vrha je lep razgled po večjem delu Julijskih Alp, Primorski in delu Jadranskega morja. Do vrha vodijo urejene poti od Koče pri Savici, s Planine Pod Zjabci ter od Doma v Lepeni.